# Johann Benkner (városi tanácsos)
Johann Benkner, magyaros írásmóddal Benkner János (Brassó, 1580 húsvétja – Brassó, 1653. február 13.) városi tanácsos.

## Élete
Származásáról ellentmondó vélemények vannak. Egyes kutatások szerint Johannes Benkner brassói kereskedő fia, aki maga Johannes Benkner városbíró fia volt. Mások szerint egy bizonyos Markus Benkner leszármazottja, aki török fogságba kerülve áttért a muzulmán hitre és Amhát bég néven oszmán tisztviselő lett.
Johann Benkner 1604-től városi tanácsosként (Ratsherr), 1615–16-ban városkapitányként (Stadthann) szolgált. A városban ő felelt az új építkezések jóváhagyásáért (Schäffer). 1611-ben követségbe küldték Radu Șerban havasalföldi fejedelemhez, hogy egyezséget kössön a havasalföldiekkel és segítséget kérjen Báthory Gábor kegyetlenségei ellen. Radu Șerban és a törökök támogatása ellenére azonban Báthory a földvári csatában legyőzte a brassóiakat, és Michael Weiss városbírót is kivégeztette.
Michael Weiss halála után Johann Benkner állt a brassói ellenállás élére, és ő folytatta Weiss politikáját. A brassóiak továbbra is a Porta mellett kötelezték el magukat, és néhány nappal a földvári csata után, 1612. október 19-én Benknert Konstantinápolyba küldték követségbe; sikerült elérnie, hogy egy török küldöttség érkezzen Báthoryhoz, amely szigorúan megintette, és parancsba adta Nagyszeben elhagyását. 1613-ban II. Mátyásnál járt követségben.
Bethlen Gábor idején, amikor Homonnai Bálint a fejedelemségre tört, Benkner ez utóbbi pártjára állt, és Lippánál Bethlen és a törökök ellen titkos egyezséget kötöttek. Az összeesküvést felfedték, és Benknert 1616. júniusban Gyulafehérváron börtönbe vetették. 1616. októberben a segesvári országgyűlésen Bethlen a szász küldöttek közbenjárására megkegyelmezett neki, azzal a feltétellel, hogy többet nyilvános tisztséget nem vállal, és a fejedelem ellen sem nyíltan, sem titokban nem szervezkedik. Ezek után Benkner 1616. december 20-án visszavonult.

## Művei
- Chronicon s. Historia Domini Benkneri címen naplót hagyott kéziratban, mely az 1600–1618 közötti erdélyi eseményeket tárgyalja.[3]